# Liste des espèces végétales protégées en Limousin
La liste des espèces protégées en Limousin est une liste officielle définie par le gouvernement français, recensant les espèces végétales qui sont protégées sur le territoire de la région Limousin, en complément de celles qui sont déjà protégées sur le territoire métropolitain. Elle a été publiée dans un arrêté du 1er septembre 1989.

## Espèces protégées en région Limousin

### Bryophytes
- Amblystegium saxatile Schimp.
- Anastrophyllum minutum (Schreb.) Schust.
- Anomobryum julaceum (Gaertn., Meyer et Schreb.) Schimp.
- Bartramia stricta Brid.
- Bruchia vogesiaca Schwaegr.
- Calypogeia muelleriana Schiffn.
- Campylopus oerstedianus (C. Mull.) Mitt.
- Cephalozia pleniceps (Aust.) Lindb.
- Cinclidium stygium Sw.
- Cladiopodiella fluitans (Nees)
- Coscinodon cribrosus (Hedw.) Spruce
- Douinia ovata (Dicks.) Buch
- Fissidens osmundoides Hedw.
- Grimmia torquata Hornsch. ex Grev.
- Gymnocolea inflata (Huds.) Dum.
- Harpanthus scutatus (Web. et Mohr) Spruce
- Hedwigia integrifolia P. Beauv.
- Jungermannia caespitosa Linden
- Jungermannia pumila With.
- Marsupella sprucei (Limpr.) H. Bern.
- Meesia triquetra (Richter.) Angstr.
- Mylia anomala (Hook.) S. Gray.
- Mylia taylorii (Hook.) S. Gray
- Nardia compressa (Hook.) S. Gray
- Pallavicinia lyellii (Hook.) Car.
- Pleuridium palustre (B. et S.) B., S. et G.
- Saccogyna viticulosa (L.) Dum.
- Sphagnum molle Sull.
- Splachnum ampullaceum Hedw.
- Trematodon ambiguus (Hedw.) Hornsch.

### Ptéridophytes
- Adiantum capillus-veneris L., Capillaire de Montpellier
- Anogramma leptophylla (L.) Link, Anogramma à feuilles minces
- Asplenium obovatum subsp. billotii (F.W.Schultz) O.Bolòs, Vigo, Massales & Ninot anciennement Asplenium billotii F.W. Schultz, Asplenium lancéolé
- Asplenium foreziense LeGrand., Asplenium du Forez
- Asplenium × alternifolium Wülfen
- Asplenium × sleepiae Badré & al.
- Botrychium lunaria (L.) Sw., Botrychium lunaire
- Cryptogramma crispa (L.) R.Br., Cryptogramme crispée
- Cystopteris dickieana R. Sim
- Cystopteris fragilis (L.) Bernh., Cystoptéris fragile
- Dryopteris remota (A. Braun ex Döll) Druce
- Dryopteris × Deweveri (J.T.Jansen) J.T.Jansen & Wacht.
- Equisetum hyemale L., Prêle d'hiver
- Equisetum sylvaticum L., Prêle des bois
- Huperzia selago (L.) Bernh. ex Schrank & Mart., Lycopode selagine
- Lycopodium clavatum L., Lycopode en massue
- Ophioglossum vulgatum L., Ophioglosse vulgaire
- Paragymnopteris marantae (L.) K.H.Shing anciennement Notholaena marantae (L.) Desv, Notholaena de Maranta
- Polypodium cambricum L. anciennement Polypodium australe Fée, Polypode austral
- Polystichum lonchitis (L.) Roth
- Thelypteris palustris Schott, Théliptéris des marais

### Phanérogames angiospermes

#### Monocotylédones
- Allium ericetorum Thore, Ail des landes
- Carex binervis Sm., Laiche à deux nervures
- Carex brizoides L., Laiche fausse-brize
- Carex lasiocarpa Ehrh., Laiche filiforme
- Carex pauciflora Lightf., Laiche pauciflore
- Carex pilosa Scop., Laiche pileux
- Crocus nudiflorus Sm., Crocus d'automne
- Dactylorhiza viridis (L.) R.M.Bateman, Pridgeon & M.W.Chase anciennement Coeloglossum viride (L.) Hartm., Orchis grenouille
- Eleocharis quinqueflora (Hartmann) O.Schwarz anciennement Scirpus pauciflorus Lightf., Scirpe pauciflore
- Epipactis microphylla (Ehrh.) Sw., Epipactis à petites feuilles
- Epipactis palustris (L.) Crantz, Epipactis des marais
- Eriophorum latifolium Hoppe, Linaigrette à larges feuilles
- Festuca paniculata (L.) Schinz et Thell. ssp. spadicea (L.) Litard., Fétuque châtain
- Gladiolus illyricus Koch, Glaïeul d'Illyrie
- Gladiolus italicus Mill. anciennement Gladiolus segetum Ker-Gawl., Glaïeul des moissons
- Goodyera repens (L.) R.Br., Goodyera rampante
- Gymnadenia conopsea (L.) R.Br., Orchis moucheron
- Hydrocharis morsus-ranae L., Petit nénuphar
- Juncus capitatus Weigel, Jonc en tête
- Lilium martagon L., Lis martagon
- Limodorum abortivum (L.) Sw., Limodorum avorté
- Luzula nivea (L.) DC., Luzule blanche
- Melica nutans L., Mélique penchée
- Neottia nidus-avis (L.) Rich., Néottie nid-d'oiseau
- Ophrys apifera Huds., Ophrys abeille
- Ophrys fusca Link, Ophrys brun
- Ophrys scolopax Cav., Ophrys bécasse
- Paris quadrifolia L., Parisette à quatre feuilles
- Polygonatum verticillatum (L.) All., Sceau de Salomon verticillé
- Prospero autumnale (L.) Speta anciennement Scilla autumnalis L., Scille d'automne
- Rhynchospora fusca (L.) W.T.Aiton, Rhynchospore brun
- Sagittaria sagittifolia L., Sagittaire
- Serapias lingua L., Serapias langue
- Simethis mattiazzii (Vand.) G.López & Jarvis anciennement Simethis planifolia (L.) Gr., Simethis à feuilles aplaties
- Sparganium minimum Wallr., Rubannier minuscule
- Spiranthes spiralis (L.) Chevall., Spiranthe d'automne
- Stipa pennata L., Stipe pennée

#### Dicotylédones
- Aconitum lycoctonum subsp. vulparia (Rchb.) Nyman anciennement Aconitum vulparia Rchb., Aconit tue-loup
- Actaea spicata L., Actée en épi
- Adenostyles alliariae (Gouan) A.Kern., Adenostyle à feuilles d'alliaire
- Agrostemma githago L., Nielle des blés
- Amelanchier ovalis Medik., Amélanchier
- Antennaria dioica (L.) Gaertn., Pied de chat dioïque
- Astrantia major L., Grande astrance
- Berberis vulgaris L., Epine-vinette
- Bituminaria bituminosa (L.) C.H.Stirt. anciennement Psoralea bituminosa L., Psoralée à odeur de goudron
- Campanula erinus L., Campanule erinus
- Cardamine heptaphylla (Vill.) O.E.Schulz, Dentaire pennée
- Chaerophyllum aureum L., Cerfeuil doré
- Chrysosplenium alternifolium L., Dorine à feuilles alternes
- Cirsium tuberosum (L.) All., Cirse bulbeux
- Coronilla scorpioides (L.) W.D.J.Koch, Coronille scorpion
- Cucubalus baccifer L., Cucubale porte-baie
- Daphne laureola L., Daphné lauréole
- Daphne mezereum L., Bois Gentil
- Dianthus hyssopifolius subsp. hyssopifolius, anciennement Dianthus monspessulanus L., Œillet de Montpellier
- Doronicum pardalianches L., Doronic mort aux panthères
- Erica vagans L., Bruyère voyageuse
- Gentiana pneumonanthe L., Gentiane pneumonanthe
- Gentianella campestris (L.) Börner, Gentiane champêtre
- Geranium phaeum L., Geranium brun
- Glebionis segetum (L.) Fourr. anciennement Chrysanthemum segetum L., Chrysanthème des moissons
- Helianthemum salicifolium (L.) Mill., Hélianthème à feuilles de saules
- Hieracium peleterianum Mérat, Epervière de Lepèletier
- Hypericum linariifolium Vahl, Millepertuis à feuilles de saule
- Inula salicina L., Inule à feuilles de saule
- Isopyrum thalictroides L., Isopyre faux pigamon
- Lactuca plumieri (L.) Gren. & Godr. anciennement Cicerbita plumieri (L.) Kirsch., Laitue de Plumier
- Lathraea squamaria L., Lathrée écailleuse
- Legousia speculum-veneris (L.) Chaix, Miroir de Vénus
- Linum austriacum L., Lin d'Autriche
- Lunaria rediviva L., Lunaire vivace
- Meconopsis cambrica (L.) Vig., Méconopsis du Pays de Galles
- Medicago orbicularis (L.) Bartal, Luzerne orbiculaire
- Melampyrum sylvaticum L., Melampyre sylvatique
- Meum athamanticum Jacq., Fenouil des Alpes
- Ononis striata Gouan, Bugrane striée
- Pedicularis palustris L., Pédiculaire des marais
- Phyteuma gallicum R. Schulz, Raiponce de France
- Plantago maritima L., Plantain maritime
- Potentilla montana Brot., Potentille des montagnes
- Pyrola minor L., Petite pyrole
- Quercus pyrenaica Willd., Chêne tauzin
- Rhaponticum coniferum (L.) Greuter anciennement Leuzea conifera (L.) DC., Leuzea pomme de pin
- Salix pentandra L., Saule à cinq étamines
- Saxifraga fragosoi Sennen anciennement Saxifraga continentalis (Engl. & Irmsch.) D.A.Webb, Saxifrage continental
- Sedum hirsutum All., Sedum hérissé
- Sedum villosum L., Sédum villeux
- Sempervivum arachnoideum L., Joubarbe araignée
- Senecio cacaliaster Lam., Séneçon fausse-cacalie
- Sesamoides canescens (L.) O. Kuntz[2], Asterocarpus blanchâtre
- Sibthorpia europaea L., Sibthorpia d'Europe
- Staehelina dubia L., Stéhéline douteuse
- Thalictrum minus L., Pigamon mineur
- Tephroseris helenitis subsp. helenitis anciennement Senecio helenitis (L.) Schinz et Thell. ssp. helenitis, Seneçon à feuilles spatulées
- Thysselinum palustre (L.) Hoffm. anciennement Peucedanum palustre (L.) Moench, Peucédan des marais
- Tolpis barbata (L.) Gaertn., Trépane barbue
- Trapa natans L., Châtaigne d'eau
- Trifolium montanum L., Trèfle des montagnes
- Utricularia australis R.Br., Grande utriculaire
- Utricularia minor L., Petite utriculaire
- Utricularia vulgaris L., Utriculaire commune
- Vaccinium microcarpum (Turcz. ex Rupr.) Schmalh., Canneberge à petits fruits
- Valeriana tripteris L., Valeriane à trois folioles
- Veronica spicata L., Véronique en épi

## Espèce supplémentaire protégée en Corrèze
- Hyacinthoides non-scripta (L.) Chouard ex Rothm., Jacinthe des bois

## Espèces supplémentaires protégées dans la Creuse

### Ptéridophytes
- Asplenium scolopendrium L., Scolopendre officinale
- Gymnocarpium dryopteris (L.) Newman, Dryopteris de Linnée
- Oreopteris limbosperma (Bellardi ex All.) Holub., Dryopteris des montagnes
- Phegopteris connectilis (Michx.) Watt., Dryopteris phegopteris

### Phanérogames angiospermes

#### Monocotylédones
- Anthericum liliago L., Phalangère à fleurs de lis
- Carex pendula Huds., Carex pendant

#### Dicotylédones
- Digitalis lutea L., Digitale jaune
- Erica scoparia L., Bruyère à balais
- Helleborus foetidus L., Hellébore fétide
- Hippocrepis comosa L., Hippocrepis à toupet
- Lysimachia nummularia L., Lysimaque nummulaire
- Stachys recta L., Epiaire droite

## Espèces supplémentaires protégées dans la Haute-Vienne

### Ptéridophytes
- Asplenium scolopendrium L., Scolopendre officinale
- Equisetum ramosissimum Desf., Prêle rameuse
- Gymnocarpium dryopteris (L.) Newman, Dryopteris de Linnée
- Oreopteris limbosperma (Bellardi ex All.) Holub., Dryopteris des montagnes
- Phegopteris connectilis (Michx.) Watt., Dryopteris phegopteris

### Phanérogames angiospermes

#### Monocotylédones
- Anthericum liliago L., Phalangère à fleurs de lis
- Colchicum autumnale  L., Colchique d'automne

#### Dicotylédones
- Hippocrepis comosa L., Hippocrepis à toupet
- Hypericum androsaemum L., Millepertuis
- Lysimachia nummularia L., Lysimaque nummulaire
- Rubia peregrina L., Garance voyageuse